# Marco Polo (Spiel)
Das Kinderspiel Marco Polo ist eine Variante des Blindekuh-Spiels, das als Fangspiel im Wasser gespielt wird. Unter anderem ist es in England, den USA, Australien und Südamerika sehr verbreitet.

## Spielverlauf
Ähnlich wie bei Blindekuh macht ein Mitspieler die Augen zu. Dieser hat dann die Aufgabe, einen der um ihn herumschwimmenden Spieler durch Berührung „zu fangen“. Der Sucher orientiert sich dabei an den Schwimmgeräuschen der Mitspieler. Zusätzlich kann er „Marco“ rufen, worauf die Mitspieler verpflichtet sind, mit „Polo“ zu antworten. Berührt der Sucher solch einen Mitspieler, ist dieser an der Reihe und das Spiel beginnt von vorne. Sollte sich einer der Teilnehmer außerhalb des Wassers befinden und somit nicht mehr erreichbar sein, kann der „Sucher“ rufen: „fish out of water“. Er öffnet die Augen, und derjenige, der nicht im Wasser ist, bekommt die Rolle des Suchenden.

## Im Schwimmunterricht
Marco Polo fördert das Dauerschwimmen. Die Kinder halten sich auf spielerische Weise längere Zeit über Wasser und trainieren dabei ihre Ausdauer. Im Schwimmunterricht wird es deshalb methodisch eingesetzt. Andere dazu geeignete Spiele sind Wassertennis und Wasserball.